# Kunów (Lubartów)
Pour les articles homonymes, voir Kunów (homonymie).
Kunów (prononciation : [ˈkunuf]) est un village polonais de la gmina de Firlej dans le powiat de Lubartów de la voïvodie de Lublin dans l'est de la Pologne.
Il se situe à environ 4 kilomètres à l'ouest de Firlej (siège de la gmina), 15 kilomètres au nord-ouest de Lubartów (siège du powiat) et 37 kilomètres au nord de Lublin (capitale de la voïvodie).

## Histoire
De 1975 à 1998, le village est attaché administrativement à l'ancienne Voïvodie de Lublin.

Depuis 1999, il fait partie de la nouvelle voïvodie de Lublin.